# デビッド・ヤング (プロレスラー)
デビッド・ヤング（David Young、男性、1972年8月25日 - ）は、アメリカ合衆国のプロレスラー。本名はデビット・ウィリアムズ（David Williams）といい、インディー団体で活動している。

## 来歴

### キャリア初期、NWA Wild（1989-2002）
ウィリアムズは幼い頃からプロレスファンで、5歳の時にはプロレスラーになると両親に言っている。1989年の8月、17歳の時にセキュリティー・ガードとして働いている友人に頼まれ始めてレスリングをしている。その翌日にジョージア州ダルトンに拠点を置くマウンテン・レスリング・フェデレーション（Mountain Wrestling Federation）でラリー・サントの元でデビッド・ヤング(David Young）のリングネームでトレーニングを積むようになった。
キャリア初期をナショナル・レスリング・レスリング（National Championship Wrestling / NCW）で活動するようになり、スパインバスターの救世主（The Messiah of the Spinebuster）としてシングルで活動するようになり、"ヘビイメタル"リック・サベージと合流してからはボディ・カウント（Body Count）の名前でタッグで活動している。ヤングとサベージはラスティ・リドルとキッド・キャシュのタッグとNCWのタッグ王座を争うようになる。NCWがNWAワイルドへ成長するとシェーン・オースチンとセックス・ピストルズというタッグを組み、タッグのスペシャリストとして名をはせるようになる。1999年8月中旬にはバート・ソーヤーとテリー・ローラーのタッグを破りNWA Georgiaタッグチーム王座（NWA Wildへ昇格したがこの頃はタイトルはNWA GeorgiaかNWCで、タイトルがNWA Wildになるのは同年11月）を獲得している。
11月にタッグパートナーをリック・マイケルズに変え、バッド・アチュード（Bad Attitude）と名乗るようになる。11月下旬にジョー・ハレーとパン・ヘッド・ネルソンのロード・ホッス（Road Hoggs）にタイトルを奪われているが2000年1月にマーク・E・マークとビッグ・エディ・コールのアンダードッグス（The Underdogs）から勝利してNWA Wildタッグチーム王座のタイトルを獲得している。2月にロックンロール・エクスプレス（The Rock 'n' Roll Express）にタイトルを奪われていが6月に奪い返している。バッド・アチュードは世界タッグチーム王座に狙いを定め活動を続け、8月にはカーティス・トンプソンとジェフ・ジャスティスを破りNWA世界タッグチーム王座を獲得するが、その結果NWA Wildタッグチーム王座は剥奪されている。
2001年2月まで世界タッグ王座を保持していたがジョーイ・マシューズとクリスチャン・ヨークのバッド・ストリート・ボーイズ（The Bad Street Boys）にタッグに奪われている。すぐにタッグ王座を奪い返すが、3月にデビッド・フレアーとドン・ファクターに奪われている。こちらもタッグ王座を翌日に取り戻しているが4月に"カサノヴァ"クリス・ネルソンと"ビバシウス"ヴィート・デネッキのニュー・ヘブンリー・ボディズ（The New Heavenly Bodies）に奪われている。タッグベルトを落としてからはマイケルズとのタッグは解消している。
両者ともシングルで活動するようになり。マイケルズはNWA Wildsideヘビー級王座を獲得している。11月にマイケルズはA.J.スタイルズを相手にタイトル・マッチをするがこの試合にヤングが介入、スタイルズを援護し、マイケルズはタイトルを落としスタイルズが新チャンピオンとなった。2002年3月にスリー・ウェイ・マッチでヤングはNWA Wildヘビー級王座を獲得するが6月にジェイソン・クロスに奪われている。ジェイソンが引退後はアダム・ジェイコブスが空位になった王座を獲得、その後8月にジョン・フェニックスがタイトルを獲得。フェニックスの持つ王座に挑戦しタイトルを獲得し、9月下旬までタイトルを保持し続けていた。

### TNA（2002-2007）
2002年6月にTNAへヒールとして参加、中旬にアポロと対戦している。2003年9月にジョニー・スウィンガーの欠場の影響でサイモン・ダイアモンドとタッグを組み、その翌週にはグレン・ギルバーティのニューヨーク・コネクション（New York Connection）にサイモンとスウィンガーと共に加入している。2004年2月になるとNYCはサイモンとヤング、スウィンガーとダイアモンドのタッグに分割されている。ギルバーティのタッグでインセイン・クラウン・ポッシーとの抗争後にヤングは連敗をするようになり、ギルバーティに見切りをつけられてしまう。8月にギルバーティとのシングルでピンフォールを奪い連敗を止めている。11月にアビスに敗れてからは散発的に出場するようになり、翌2005年7月のNo Surrenderでダイアモンドに誘われダイアモンズ・イン・ザ・ラフ（Diamond in the Rough）を結成しているが、2007年2月にTNAからリリースされている。

### GCW（2004-2008）
2004年半ばにソニー・シアキとタッグを組みジョージア・チャンピオンシップ・レスリング（Georgia Championship Wrestling）に参加、7月にジョン・ボギーとジェイソン・クロスを破りGCWタッグチーム王座を獲得し、9月下旬にA.J.スタイルズとブル・ブキャナンのタッグに奪われるまで王座を保持していた。ヤングはブル・ブキャナン、ザ・レスラー、ソニー・シアキとバッド・カンパニー（Bad Company）を結成するが2005年3月にブキャナンとヤングはシアキを攻撃、マネージャーにグレッグ・ブラウンを加えている。その後シアキを破りGCWヘビー級王座を、4月にはブキャナンとのタッグでGCWタッグチーム王座を獲得している。6月にブキャナンがクリス・スティーブンスをタッグを組むようになるとタッグ王座のパートナーをスティーブンスに変えてタイトル防衛戦をするが、ジョン・ボギーとリー・トーマスに奪われている。ヤングが復帰するとスティーブンスとタッグを組み、GCWタッグ王座を獲得している。8月にエリック・ワッツにGCWヘビー級王座を奪われている。
9月に団体名がグレート・チャンピオンシップ・レスリング（Great Championship Wrestling）に変わっている。11月にワッツからGCWヘビー級王座を取り戻している。翌2006年初頭にスティーブンスとのタッグをワッツとボギーのタッグに奪われ、4月にはデスローにGCWヘビー級王座を奪われている。その後もGCWで活動を続け、ソニー・シアキとジョニー・スウィンガーと抗争をするようになる。シアキと3ヵ月間抗争をし、9月に抗争決着戦を予定していたが、8月下旬にGCWがヤングとの関係を断絶したためGCWでの活動は終了している。
GCWから離脱してからはテネシー州ナッシュビルのショータイム・オールスター・レスリング（Showtime All-Star Wrestling）に現れている。

## 得意技
スピニング・スパインバスター
現在のフィニッシャー。
ホイップ・ブラスト
裏投で持ち上げてからの変形フェイス・バスター。
- 垂直落下式ブレーンバスター
- ラリアット
- ムーンサルトプレス
- オーバー・ザ・ショルダー・バック・トゥ・パイルドライバー
- ランニング式シットダウン・パワーボム
- みちのくドライバーII

## 獲得タイトル
EWP（Ericules Wrestling Promotions）
- EWPヘビー級王座 :1回

GCW（Great Championship Wrestling）
- GCWヘビー級王座 :2回
- GCWコロンバス・ヘビー級王座 :1回
- GCWタッグチーム王座 :5回（w/ソニー・シアキ:1回、ブル・ブキャナン:1回、クリス・スティーブンス:2回、エリックス・スキッパー:1回）

HCW（Hardkore Championship Wrestling）
- HCWハードコア王座 :1回

NCW（National Championship Wrestling）
- NCWタッグチーム王座 :1回（w/リック・マイケルズ）

NWA（National Wrestling Alliance）
World
- NWA Worldタッグチーム王座 :3回（w/リック・マイケルズ）

Regional
- NWAスモーキー・マウンテン・タッグチーム王座 :1回（w/シグモン）
- NWA南部テレビジョン王座 :1回
- NWA Wildside ヘビー級王座 :2回
- NWA Wildsideタッグチーム王座 :2回（w/シェーン・ヤング、リック・マイケルズ）

NWA Worldwide
- NWA Worldwide テレビジョン王座 :1回
- NWA Wrestle バーミンガム・タッグチーム王座 :1回（w/エリックス・スキッパー）

UCW-Zero（Ultra Championship Wrestling-Zero）
- UCW-Zeroヘビー級王座 :1回